# Sua Alteza Magnífica
Sua Alteza Magnífica (abreviado como S.A.M), foi um tratamento usado pelos aristocratas da Principesca e Ducal Casa de Gonzaga Trivulzio Galli d'Alvito e Mesolcina em todos os seus domínios, sendo estes também príncipes do Sacro Império Romano Germânico, durante o auge de suas possessões no século XV. Este tratamento era superior ao de Alteza Sereníssima.